# Souvrství McRae

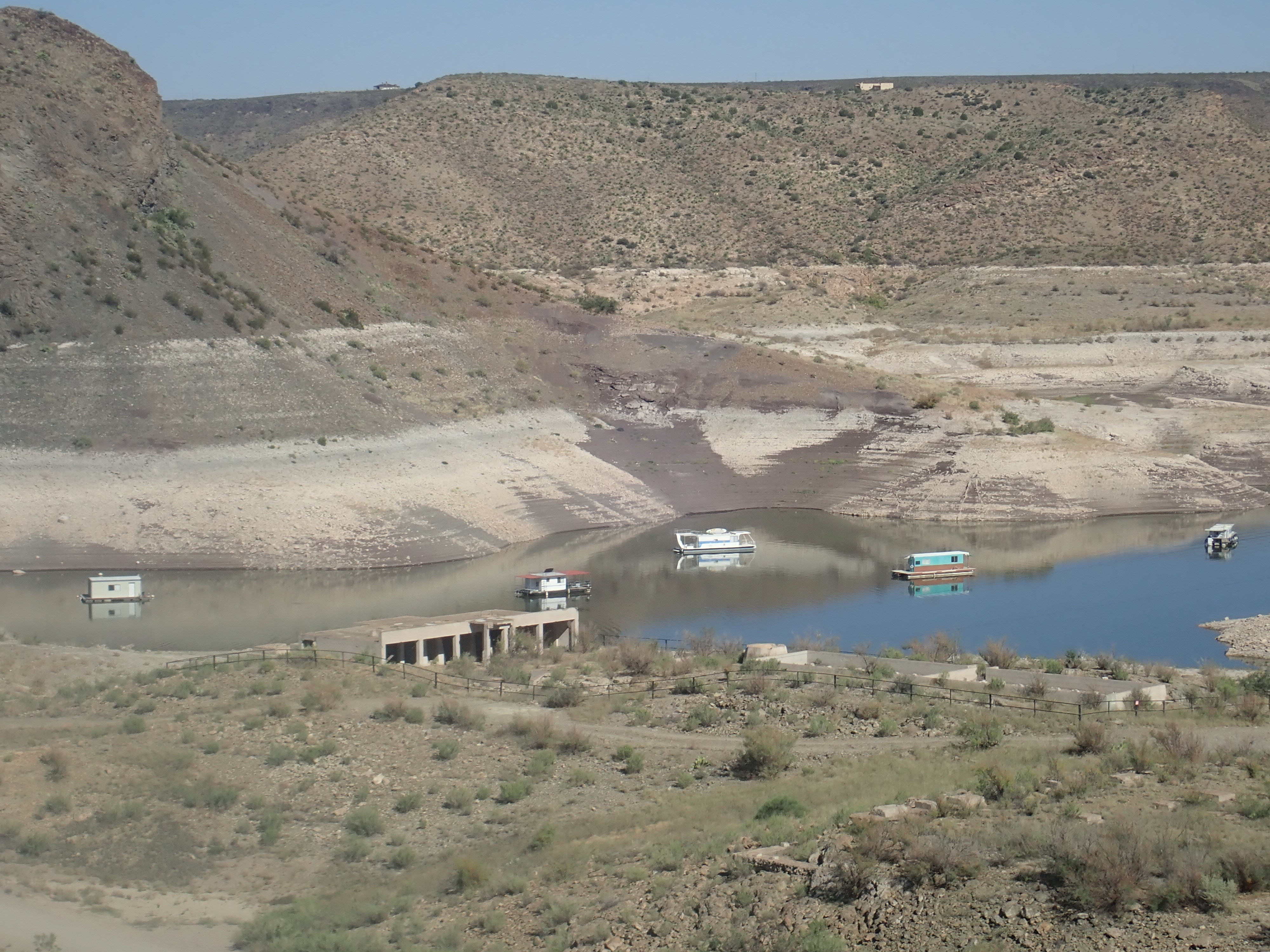
Sedimentární výchozy geologického souvrství McRae.

Souvrství McRae je geologickou formací na území Nového Mexika na jihozápadě USA. Stáří sedimentů činí asi 70 až 66 milionů let, jedná se tedy o usazeniny z nejpozdnější křídy (geologický stupeň maastricht). Mocnost sedimentů dosahuje až 910 metrů, nejběžnější horninou je pískovec, břidlice a slepenec. Souvrství bylo pojmenováno a formálně stanoveno dvojicí geologů v roce 1952 podle bývalé vojenské pevnosti Fort McRae.

## Charakteristika
Toto geologické souvrství je známé objevy posledních žijících druhohorních dinosaurů. První zde nalezenou dinosauří fosilií byla fragmentární kostry ceratopsidního (rohatého) dinosaura, objevená roku 1905. Postupně byly odkryty dinosauří zkameněliny na dvanácti různých lokalitách, zejména se jednalo o fosilie ceratopsidů, stehenní kost titanosaurního sauropoda, části pancíře ankylosaurida a část čelisti obřího teropoda, téměř s jistotou druhu Tyrannosaurus rex. Čelist byla objevena náhodně jistým jachtařem v roce 1983. Souvrství je také známé pro objevy četných rostlinných fosilií, a to například taxonů Geinitzia cf. formosa, Canna magnifolia, Phyllites cf. ratonensis, Salix, Cinnamomum, Sabalites montana, Araucarites longifolia, Ficus planicostata a Sequoia.
Zajímavé je, že v ekosystémech tohoto souvrství možná společně žily například i populární rody Tyrannosaurus (obří teropod) a Alamosaurus (obří sauropod), jejichž zástupci spolu možná sváděli souboje na život a na smrt (tyranosauři teoreticky mohli alamosaury aktivně lovit).

## Dinosauří fauna
Ankylosaurní dinosauři
- Ankylosaurus sp.[6]

Ceratopsidní dinosauři
- Torosaurus sp.[7]
- Triceratops sp.[8]

Sauropodní dinosauři
- Alamosaurus sp.[9]

Teropodní dinosauři
- Tyrannosaurus rex (může se jednat také o nový druh rodu Tyrannosaurus nebo samostatný, blízce příbuzný rod "Alamotyrannus")[10]